# 600'erne f.Kr.
Århundreder: 8. århundrede f.Kr. – 7. århundrede f.Kr. – 6. århundrede f.Kr.
Årtier: 650'erne f.Kr. 640'erne f.Kr. 630'erne f.Kr. 620'erne f.Kr. 610'erne f.Kr. – 600'erne f.Kr. – 590'erne f.Kr. 580'erne f.Kr. 570'erne f.Kr. 560'erne f.Kr. 550'erne f.Kr.
År: 609 f.Kr. 608 f.Kr. 607 f.Kr. 606 f.Kr. 605 f.Kr. 604 f.Kr. 603 f.Kr. 602 f.Kr. 601 f.Kr. 600 f.Kr.